# ساندي نيلسون
ساندي نيلسون (بالإنجليزية: Sandy Nelson)‏ هو طبال أمريكي، ولد في 1 ديسمبر 1938 في سانتا مونيكا في الولايات المتحدة.

## وصلات خارجية
- ساندي نيلسون على موقع IMDb (الإنجليزية)
- ساندي نيلسون على موقع ميوزك برينز (الإنجليزية)
- ساندي نيلسون على موقع أول ميوزيك (الإنجليزية)
- ساندي نيلسون على موقع ديسكوغز (الإنجليزية)